# L–13 Blaník

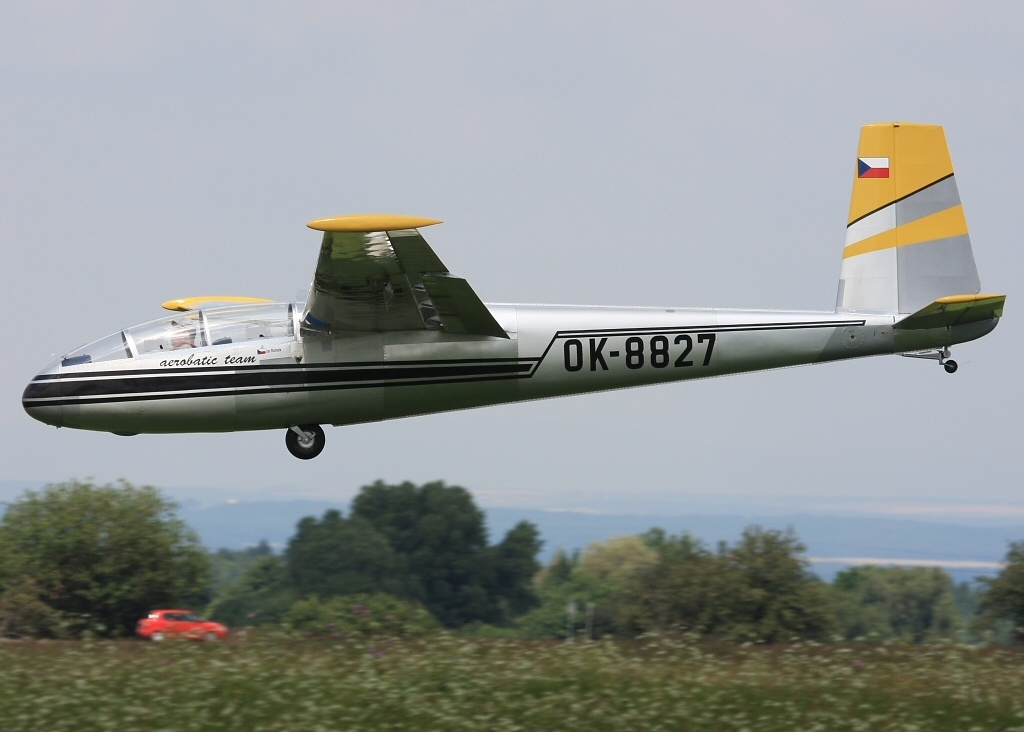
Cseh L–13 Blaník leszállás közben

Az L–13 Blaník csehszlovák kétüléses kiképző és gyakorló vitorlázó repülőgép, amelyet 1957-től gyártott a kunovicei Let repülőgépgyár. A teljesen fémépítésű repülőgép az alapfokú kiképzéstől a teljesítményrepülésig használható és műrepülésre is alkalmas. A csehszlovák repülőgépipar egy legsikeresebb terméke volt. Nem csak a volt szocialista országokban, hanem Nyugat-Európában és Észak-Amerikában is használták, összes változatát beleszámítva több mint háromezer darabot gyártottak a típusból. Nevét a Csehország középső részén található Blaník-hegyről kapta.

## Története
Tervezése 1954-ben kezdődött, Karel Dlouhý tervezte a VZLÚ Letňanynál Prágában, a Letov XLF–207 Laminar vitorlázógéppel szerzett tapasztalatok alapján. Ez a Luňák lamináris szárnyú kísérleti változata volt, ez volt a Csehszlovákiában épített első lamináris szárnyú vitorlázógép. 
1956-ra készült el kėt prototípus. Ezek egyike 1956 márciusában repült először.
Sorozatgyártãsa 1957-ben kezdődött Kunovicében, a Let repülőgépgyárban. Gyártását 1978 végén fejezték be. Az alapváltozatból addig összesen 2616 darab készült. Ebből több mint 2 ezer darabot exportáltak a világ 40 országába, csak egyedül a Szovjetunióba 1289 darabot szállítottak, de az Egyesült Államokba is 236 darab került.
Továbbfejlesztett, módosított változat, L–13A, amelyből egy kisebb sorozat készült 1981-1982-ben.

## Típusváltozatok
- L–13 AC Blaník – Kétszemélyes műrepülő változat. Az alapváltozathoz képest rövidebb a szárnya, amelynek hossztartóit megerősítették. A törzs hátsó része megegyezik az L–13-al, az elülső része az L–23 Super Blaníkból származik. A vezérsíkokat is módosították kisebb mértékben és a törzset is több helyen megerősítették.